# Jay (Vorname)
Jay ist ein englischer Unisex-Vorname, der insbesondere in den USA vorkommt, kann jedoch auch ein indischer männlicher Vorname sein.

## Herkunft und Bedeutung
Jay kann die englische Kurz- und Koseform von Jason sein oder sich eigenständig von dem englischen Wort jay (Name des Eichelhähers) herleiten.
Außerdem ist Jay auch die englische Kurzform von Jakob; zu dessen Herkunft und Bedeutung siehe hier.
Als indischer Vorname leitet Jay sich von dem Sanskrit-Wort जय (jaya) mit der Bedeutung „Sieg“ her.

## Namensträger

### Vorname

#### A
- Jay Adams (1961–2014), US-amerikanischer Skateboarder
- Jay E. Adams (1929–2020), US-amerikanischer reformierter Theologe, Psychologe, Seelsorger, Sachbuchautor und Referent
- Jay Ajayi (* 1993), britisch-nigerianischer Footballspieler
- Jay Alexander (* 1971), deutscher Tenor
- Jay Ali (* 1982), britischer Schauspieler
- Jay Presson Allen (1922–2006), US-amerikanische Drehbuchautorin, Bühnenautorin und Filmproduzentin
- Jay Anderson (* 1955), US-amerikanischer Jazzmusiker
- Jay J. Armes (1932–2024), US-amerikanischer Privatdetektiv
- Jay Asher (* 1975), US-amerikanischer Jugendbuchautor
- Jay Ashley (* 1971), US-amerikanischer Pornoregisseur und -darsteller

#### B
- Jay Barney, US-amerikanischer Wirtschaftswissenschaftler, Professor für Strategisches Management
- Jay Barrs (* 1962), US-amerikanischer Bogenschütze
- Jay Baruchel (* 1982), kanadischer Filmschauspieler, Filmemacher und Musiker
- Jay Batzner (* 1974), US-amerikanischer Komponist und Musikpädagoge
- Jay Beagle (* 1985), kanadischer Eishockeyspieler
- Jay Beatty (* 2003), nordirischer Fan des schottischen Fußballvereins Celtic Glasgow
- Jay Beckenstein (* 1951), US-amerikanischer Jazzmusiker
- Jay Benedict (1951–2020), US-amerikanischer Schauspieler und Synchronsprecher
- Jay Berger (* 1966), US-amerikanischer Tennisspieler
- Jay Berliner (* 1940), US-amerikanischer klassischer Gitarrist
- Jay Berwanger (1914–2002), US-amerikanischer American-Football-Spieler
- Jay Blackton (1909–1994), US-amerikanischer Dirigent
- Jay Blankenau (* 1989), kanadischer Volleyballspieler
- Jay Boekelheide (* 1946), US-amerikanischer Filmeditor und Tongestalter
- Jay David Bolter (* 1951), US-amerikanischer Informatiker
- Jay Bothroyd (* 1982), englischer Fußballspieler
- Jay Bouwmeester (* 1983), kanadischer Eishockeyspieler
- Jay Bowerman (1876–1957), US-amerikanischer Politiker
- Jay Bowerman (* 1942), US-amerikanischer Biathlet
- Jay Brandford (* 1959), US-amerikanischer Jazzmusiker (Alt- und Baritonsaxophon, Flöte, Komposition, Arrangement)
- Jay Brannan (* 1982), US-amerikanischer Singer-Songwriter und Schauspieler
- Jay Brazeau (* 1953), kanadischer Schauspieler und Synchronsprecher
- Jay Bridger (* 1987), britischer Rennfahrer
- Jay Bromley (* 1992), US-amerikanischer American-Football-Spieler
- Jay C. Buckey (* 1956), US-amerikanischer Astronaut

#### C
- Jay Cameron (1928–2001), US-amerikanischer Jazz-Altsaxophonist und Baritonsaxophonist des Modern Jazz
- Jay Carney (* 1965), US-amerikanischer Journalist und Pressesprecher
- Jay Cassidy (* 1949), US-amerikanischer Filmeditor
- Jay Caufield (* 1960), US-amerikanischer Eishockeyspieler
- Jay Chamberlain (1925–2001), US-amerikanischer Rennfahrer
- Jay Chandrasekhar (* 1968), US-amerikanischer Schauspieler, Komiker, Drehbuchautor, Regisseur und Mitglied der Comedy-Gruppe Broken Lizard
- Jay Chapman (* 1994), kanadischer Fußballspieler
- Jay Chattaway (* 1946), US-amerikanischer Komponist für Filmmusiken
- Jay Chevalier (1936–2019), US-amerikanischer Rockabilly- und Country-Musiker
- Jay Chou (* 1979), taiwanischer R&B- und Rap-Musiker
- Jay Clark (1880–1948), US-amerikanischer Sportschütze
- Jay Clarke (* 1998), britischer Tennisspieler
- Jay Clayton (1941–2023), US-amerikanische Sängerin und Musikpädagogin
- Jay Clayton (* 1966), US-amerikanischer Wirtschaftsanwalt
- Jay Cochran (* 1963), US-amerikanischer Autorennfahrer
- Jay Cocks (* 1944), US-amerikanischer Drehbuchautor
- Jay M. Cohen, US-amerikanischer Politiker
- Jay Corre (1924–2014), US-amerikanischer Jazz-Holzbläser (Tenorsaxophon, Klarinette, Flöte) und Arrangeur
- Jay Cutler (* 1973), US-amerikanischer Bodybuilder
- Jay Cutler (* 1983), US-amerikanischer American-Football-Spieler

#### D
- Jay Dahlgren (* 1948), kanadische Speerwerferin
- Jay Dardenne (* 1954), US-amerikanischer Politiker
- Jay Dasilva (* 1998), englischer Fußballspieler
- Jay DeMerit (* 1979), US-amerikanischer Fußballspieler
- Jay Denham, US-amerikanischer Techno-DJ
- Jay Dickey (1939–2017), US-amerikanischer Politiker
- Jay Dobyns (* 1961), US-amerikanischer Ermittler des Bureau of Alcohol, Tobacco, Firearms and Explosives (ATF)
- Jay Dratler (1911–1968), US-amerikanischer Drehbuch- und Romanautor
- Jay Duplass (* 1973), US-amerikanischer Regisseur, Drehbuchautor, Filmproduzent und Schauspieler

#### E
- Jay Electronica (* 1976), US-amerikanischer Rapper und Produzent
- Jay Ellis (* 1981), US-amerikanischer Schauspieler
- Jay Emmanuel-Thomas (* 1990), englischer Fußballspieler
- Jay Thomas Evans (1931–2008), US-amerikanischer Ringer

#### F
- Jay Farrar (* 1966), US-amerikanischer Songwriter
- Jay Fay (* 1993), US-amerikanischer DJ
- Jay Feaster (* 1962), US-amerikanischer Eishockeyfunktionär
- Jay Feely (* 1976), US-amerikanischer American-Football-Spieler
- Jay Ferguson (John Arden Ferguson; * 1947), US-amerikanischer Musiker und Komponist
- Jay R. Ferguson (* 1974), US-amerikanischer Schauspieler
- Jay Firestone (* 1956), kanadischer Produzent von Fernsehserien und Filmen
- Jay Fishman (1952–2016), US-amerikanischer Manager
- Jay C. Flippen (1899–1971), US-amerikanischer Schauspieler
- Jay Freeman (* 1981), US-amerikanischer Unternehmer, Software-Entwickler, Hacker und Kommunalpolitiker
- Jay Friedkin, Filmeditor

#### G
- Jay Gard (* 1984), deutscher Künstler
- Jay Garner (* 1938), US-amerikanischer Offizier und Regierungsbeamter, erster Zivilverwalter für den Irak
- Jay Glaser (* 1953), US-amerikanischer Segler
- Jay Gordon (* 1967), US-amerikanischer Sänger der Rockband Orgy
- Jay H. Gordon (1930–2007), US-amerikanischer Politiker, State Auditor von Vermont
- Jay Gorter (* 2000), niederländischer Fußballtorwart
- Jay Gottlieb (* 1948), US-amerikanischer Pianist
- Jay Gould (1836–1892), US-amerikanischer Investor und Unternehmer
- Jay M. Gould (1915–2005), US-amerikanischer Ökonom, Statistiker und Epidemiologe
- Jay Greenberg (* 1991), US-amerikanischer Komponist
- Jay Gruska (* 1953), US-amerikanischer Komponist

#### H
- Jay Haas (* 1953), US-amerikanischer Golfer
- Jay Hakkinen (* 1977), US-amerikanischer Biathlet
- Jay Haley (1923–2007), US-amerikanischer Psychiater und Familientherapeut
- Jay Hambidge (1867–1924), US-amerikanischer Maler und Kunsthistoriker
- Jay Hammer (* 1945), US-amerikanischer Schauspieler
- Jay Hammond (1922–2005), US-amerikanischer Politiker
- Jay Hardway (* 1991), niederländischer DJ
- Jay M. Harding, Tonmeister
- Jay Harrington (* 1971), US-amerikanischer Schauspieler
- Jay Harrison (* 1982), kanadischer Eishockeyspieler
- Jay Hart, Szenenbildner
- Jay Hayden (* 1987), US-amerikanischer Schauspieler
- Jay Hayes (* 1957), kanadischer Springreiter
- Jay Heaps (* 1976), US-amerikanischer Fußballspieler und -trainer
- Jay Heimowitz (* 1937), US-amerikanischer Pokerspieler
- Jay Henderson (* 2002), schottischer Fußballspieler
- Jay Herford (* 1987), US-amerikanischer Fußballtorhüter und Torwarttrainer
- Jay Hernández (* 1978), mexikanisch-US-amerikanischer Schauspieler
- Jay Hilgenberg (* 1959), US-amerikanischer American-Football-Spieler
- Jay Hoggard (* 1954), US-amerikanischer Vibraphonist des Modern Jazz
- Jay Hook (* 1936), US-amerikanischer Baseballspieler
- Jay Howard (* 1981), britischer Rennfahrer
- Jay Abel Hubbell (1829–1900), US-amerikanischer Politiker
- Jay Humphry (* 1948), kanadischer Eiskunstläufer

#### I
- Jay Inslee (* 1951), US-amerikanischer Politiker
- Jay M. Ipson (* 1935), litauisch-US-amerikanischer Holocaust-Überlebender und Gründer des Virginia Holocaust Museums

#### J
- Jay Jasanoff (* 1942), US-amerikanischer Sprachwissenschaftler und Indogermanist
- Jay Jiggy (* 1989), deutscher Rapper und Webvideoproduzent
- Jay Johnson (1928–1954), US-amerikanischer Bigband-Sänger
- Jay L. Johnson (* 1946), US-amerikanischer Marineoffizier, Admiral der US Navy, Chief of Naval Operations (1996–2000)
- Jay W. Johnson (1943–2009), US-amerikanischer Politiker

#### K
- Jay Karas, US-amerikanischer Film- und Fernsehregisseur
- Jay Karnes (* 1963), US-amerikanischer Schauspieler
- Jay Kay (* 1969), britischer Musiker, Sänger der englischen Acid-Jazz-Band Jamiroquai
- Jay Keasling (* 1964), US-amerikanischer Biochemiker
- Jay Khan (* 1982), britischer Pop- und Schlagersänger und Songwriter
- Jay Kim (* 1939), US-amerikanischer Politiker koreanischer Herkunft
- Jay Kochi (1927–2008), US-amerikanischer Chemiker
- Jay Kogen (* 1963), US-amerikanischer Drehbuchautor und Produzent

#### L
- Jay Laga’aia (* 1963), neuseeländisch-australischer Schauspieler
- Jay Lake (1964–2014), US-amerikanischer Science-Fiction- und Fantasy-Autor
- Jay Lamoureux (* 1995), kanadischer Radsportler
- Jay Lane (* 1964), US-amerikanischer Musiker
- Jay Last (1929–2021), US-amerikanischer Physiker
- Jay Le Fevre (1893–1970), US-amerikanischer Politiker
- Jay Leach (* 1979), US-amerikanischer Eishockeyspieler und -trainer
- Jay Leggett (1963–2013), US-amerikanischer Schauspieler und Komiker
- Jay Leno (* 1950), US-amerikanischer Komiker und Fernsehmoderator
- Jay Leonhart (* 1940), US-amerikanischer Jazzmusiker
- Jay Lethal (* 1985), US-amerikanischer Wrestler
- Jay C. Levinson (1933–2013), US-amerikanischer Unternehmensberater, Erfinder des Guerilla-Marketings
- Jay Leyda (1910–1988), US-amerikanischer Filmhistoriker, Literaturkritiker
- Jay Livingston (1915–2001), US-amerikanischer Songwriter
- Jay Lorsch (1932–2025), US-amerikanischer Wirtschaftswissenschaftler
- Jay Lovestone (1897–1990), US-amerikanischer KP-Funktionär, Mitarbeiter AFL-CIO, CIA-Agent
- Jay Lozada, puerto-ricanischer Salsamusiker
- Jay Luck (* 1940), US-amerikanischer Hürdenläufer
- Jay Lush (1896–1982), US-amerikanischer Genetiker
- Jay Luvaas (1927–2009), US-amerikanischer Militärhistoriker

#### M
- Jay Martin (* 1944), US-amerikanischer Skispringer
- Jay McCarthy (* 1992), australischer Radrennfahrer
- Jay McClement (* 1983), kanadischer Eishockeyspieler
- Jay McInerney (* 1955), US-amerikanischer Schriftsteller
- Jay McKee (* 1977), kanadischer Eishockeyspieler und -trainer
- Jay McLean (1890–1957), US-amerikanischer Mediziner
- Jay McShann (1916–2006), US-amerikanischer Blues- und Swing-Pianist, Bandleader und Sänger
- Jay Messerli, Sänger der Schweizer Band The Souls
- Jay Migliori (1930–2001), US-amerikanischer Jazz- und Studiomusiker (Tenor- und Baritonsaxophon, Klarinette, Flöte)
- Jay Miner (1932–1994), US-amerikanischer Chipdesigner, Vater des Amiga
- Jay Mohr (* 1970), US-amerikanischer Schauspieler und Komiker
- Jay Monteith (1903–1981), kanadischer Politiker
- Jay Morberg, kanadischer Schauspieler und Rechtsanwalt
- Jay Moriarity (1978–2001), US-amerikanischer Surfer
- Jay Johnson Morrow (1870–1937), Offizier der US-Armee und Ingenieur

#### N
- Jay Nixon (* 1956), US-amerikanischer Politiker
- Jay Nordlinger (* 1963), US-amerikanischer Journalist
- Jay North (1951–2025), US-amerikanischer Schauspieler
- Jay Novacek (* 1962), US-amerikanischer American-Football-Spieler

#### O
- Jay O’Brien (1883–1940), US-amerikanischer Bobfahrer
- Jay Obernolte (* 1970), US-amerikanischer Politiker
- Jay Oh (* 1985/86), deutscher Sänger
- Jay Oliver (1942–1993), US-amerikanischer Jazzbassist

#### P
- Jay Pandolfo (* 1974), US-amerikanischer Eishockeyspieler und -trainer
- Jay Parini (* 1948), US-amerikanischer Schriftsteller und Literaturkritiker
- Jay Pecci (* 1976), italienischer Baseballspieler
- Jay Pritzker (1922–1999), US-amerikanischer Unternehmer, Kunstsammler und Mäzen

#### R
- Jay R. Smith (1915–2002), US-amerikanischer Schauspieler
- Jay Rabinowitz, US-amerikanischer Filmeditor
- Jay Rattman (* 1987), US-amerikanischer Jazzmusiker (Saxophone, Klarinette, Flöte)
- Jay Rayner (* 1966), britischer Journalist, Schriftsteller, Rundfunkmoderator, Gastronomiekritiker und Jazzpianist
- Jay Reatard (1980–2010), US-amerikanischer Musiker
- Jay Rifkin (* 1955), britisch-US-amerikanischer Filmproduzent und Geschäftsführer
- Jay Roach (* 1957), US-amerikanischer Regisseur, Kameramann, Drehbuchautor und Produzent
- Jay Rock (* 1985), US-amerikanischer Rapper
- Jay Rockefeller (* 1937), US-amerikanischer Politiker
- Jay Rodan (* 1974), südafrikanischer Film- und Theaterschauspieler
- Jay Rodriguez (* 1967), US-amerikanischer Jazzmusiker (Saxophon)
- Jay Rodriguez (* 1989), englischer Fußballspieler
- Jay Rosehill (* 1985), kanadischer Eishockeyspieler
- Jay Rosen (* 1956), US-amerikanischer Journalist und Hochschullehrer
- Jay Rosen (* 1961), US-amerikanischer Jazzschlagzeuger
- Jay Rosenberg (1942–2008), US-amerikanischer Philosoph
- Jay Rubin (* 1941), US-amerikanischer Japanologe, Professor für japanische Literatur und Übersetzer
- Jay Rumney (1905–1957), britischer Soziologe und Kriminologe
- Jay Russell (* 1960), US-amerikanischer Filmregisseur, Drehbuchautor und Filmproduzent
- Jay Ryan (* 1981), neuseeländischer Schauspieler

#### S
- Jay O. Sanders (* 1953), US-amerikanischer Charakterschauspieler
- Jay Mathers Savage (* 1928), US-amerikanischer Herpetologe
- Jay Sean (* 1981), britischer R&B-Sänger
- Jay Webber Seaver (1855–1915), US-amerikanischer Mediziner und Pionier der Anthropometrie
- Jay Sebring (1933–1969), US-amerikanischer Friseur
- Jay Secka (* 1980), gambische Leichtathletin
- Jay Sekulow (* 1957), US-amerikanischer Anwalt, Leiter des American Center for Law and Justice
- Jay Severin (1951–2020), US-amerikanischer Talkshowmoderator
- Jay Silverheels (1912–1980), kanadischer Schauspieler
- Jay Silvester (* 1937), US-amerikanischer Leichtathlet
- Jay Simpson (* 1988), englischer Fußballspieler
- Jay Sirtl (* 1978), deutscher Schauspieler
- Jay Smith (* 1981), schwedischer Sänger und Gitarrist
- Jay R. Smith (1915–2002), US-amerikanischer Schauspieler
- Jay Spearing (* 1988), englischer Fußballspieler
- Jay Stacy (* 1968), australischer Hockeyspieler

#### T
- Jay Tavare (* 1968), US-amerikanischer Schauspieler
- Jay Thomas (1948–2017), US-amerikanischer Schauspieler und Moderator
- Jay Thomas (* 1949), US-amerikanischer Jazzmusiker
- Jay Thomas (* 1979), US-amerikanisch-deutscher Basketballspieler
- Jay Robert Thomson (* 1986), südafrikanischer Radrennfahrer
- Jay Triano (* 1958), kanadischer Basketballtrainer und ehemaliger Basketballspieler
- Jay Tuck (* 1945), US-amerikanischer Filmproduzent

#### U
- Jay Ullal (1933–2023), indisch-deutscher Photograph
- Jay Underwood (* 1968), US-amerikanischer Schauspieler und Pastor
- Jay Ungar (* 1946), US-amerikanischer Fiddlespieler und Komponist

#### V
- Jay Van Andel (1924–2004), US-amerikanischer Geschäftsmann

#### W
- Jay Wadenpfuhl (1950–2010), US-amerikanischer Hornist, Komponist und Hochschullehrer
- Jay Weatherill (* 1964), australischer Politiker (Labor Party)
- Jay Weinberg (* 1990), US-amerikanischer Schlagzeuger
- Jay Wells (* 1959), kanadischer Eishockeyspieler und -trainer
- Jay Weston (1929–2023), US-amerikanischer Filmproduzent
- Jay Whitehead (1961–2011), US-amerikanischer Schachspieler
- Jay Williams (1914–1978), US-amerikanischer Schriftsteller
- Jay Williams (Jason David Williams; * 1981), US-amerikanischer Basketballspieler
- Jay Wilsey (1896–1961), US-amerikanischer Schauspieler
- Jay Wiseman (* 1949), US-amerikanischer Autor und BDSM-Verleger
- Jay Woodcroft (* 1976), kanadischer Eishockeyspieler und -trainer
- Jay Backus Woodworth (1865–1925), US-amerikanischer Geologe und Hochschullehrer
- Jay Wright (* 1961), US-amerikanischer Basketballtrainer

#### Z
- Jay Zuckerman, US-amerikanischer Filmschauspieler und Filmproduzent

### Initiale
- J. Ward Carver (1881–1942), US-amerikanischer Jurist und Politiker
- J. Robert Dorfman (* 1937), US-amerikanischer theoretischer Physiker
- J. C. Higginbotham (1906–1973), amerikanischer Jazz-Posaunist
- J. Ford Laning (1853–1941), US-amerikanischer Politiker
- J. B. Pritzker (* 1965), US-amerikanischer Investor, Geschäftsmann, Philanthrop und Milliardär
- J. Edwin Seegmiller (1920–2006), US-amerikanischer Biochemiker, Genetiker und Gerontologe
- J. Mayo Williams (1894–1980), amerikanischer Musikproduzent

### Mittelname
- C. Jay Cox (* 1962), US-amerikanischer Filmregisseur, Schauspieler und Autor
- Larry Jay Diamond (* 1951), US-amerikanischer Soziologe und Politikwissenschaftler
- Edward Jay Epstein (1935–2024), US-amerikanischer Investigativjournalist und Hochschullehrer
- William Jay Gaynor (1848–1913), US-amerikanischer Jurist und Politiker
- Marvin Jay Greenberg (1935–2017), US-amerikanischer Mathematiker
- John Jay Jackson senior (1800–1877), US-amerikanischer Offizier, Jurist und Politiker
- John Jay Jackson junior (1824–1907), US-amerikanischer Jurist und Richter
- Aaron Jay Kernis (* 1960), US-amerikanischer Komponist
- Tariq Jay Khan (* 1982), deutsch-britischer Sänger, Mitglied der Pop-Gruppe US5
- Alan Jay Lerner (1918–1986), US-amerikanischer Autor und Liedtexter
- John Jay McCloy (1895–1989), US-amerikanischer Jurist, Politiker und Bankier sowie Hoher Kommissar für Deutschland
- John Jay McCarthy (1857–1943), US-amerikanischer Politiker
- Brandon Jay McLaren (* 1981), kanadischer Schauspieler
- H. Jay Melosh (1947–2020), US-amerikanischer Geophysiker
- Albert Jay Nock (1870–1945), US-amerikanischer Soziologe und Journalist
- Allan Jay Silverman (* 1955), US-amerikanischer Philosoph und Philosophiehistoriker
- Warren Jay Terhune (1869–1920), US-amerikanischer Marineoffizier
- Edward Jay Watts (* 1975), US-amerikanischer Althistoriker

### Mittelname als Initiale
- Mark J. Ablowitz (* 1945), US-amerikanischer Mathematiker
- David J. Anick, US-amerikanischer Mathematiker
- Evan J. Crane (1889–1966), US-amerikanischer Chemiker
- Amos J. Cummings (1841–1902), US-amerikanischer Politiker
- Alonzo J. Edgerton (1827–1896), US-amerikanischer Jurist und Politiker
- Stuart J. Freedman (1944–2012), US-amerikanischer Physiker
- John J. Hardin (1810–1847), US-amerikanischer Politiker
- Alan J. Heeger (* 1936), US-amerikanischer Chemiker und Physiker
- Francis J. Herron (1837–1902), US-amerikanischer General
- Scott J. Horowitz (* 1957), US-amerikanischer Astronaut
- Daniel J. Klionsky (* 1958), US-amerikanischer Biochemiker und Molekularbiologe
- John J. Kleiner (1845–1911), US-amerikanischer Politiker
- Glen J. Kuban (* 1957), US-amerikanischer Biologe
- Theodore J. Lowi (1931–2017), US-amerikanischer Politikwissenschaftler und Hochschullehrer
- Martin J. Oberman (* 1945), US-amerikanischer Jurist und Mitglied der Regulierungsbehörde Surface Transportation Board
- Alan J. Pakula (1928–1998), US-amerikanischer Regisseur, Filmproduzent und Drehbuchautor
- Alan J. Perlis (1922–1990), US-amerikanischer Informatiker
- Stanley J. Sarnoff (1917–1990), US-amerikanischer Mediziner und Erfinder
- Melvyn J. Shochet (* 1944), US-amerikanischer Physiker
- Peter J. Weinberger (* 1942), US-amerikanischer Mathematiker und Informatiker

## Fiktive Namensträger
- Jay Walker, Hauptantagonist in der Animationsserie Ninjago
- Jay Ralston (eigentlicher Name: Carag Goldeneye), Hauptantagonist in der Buchreihe und Verfilmung Woodwalkers